# Relativlohn
Der Begriff Relativlohn stellt ein Instrument zur Berechnung der sozialen und ökonomischen Situation von Arbeitnehmern und Besitzern von Produktionsmitteln dar. Der Begriff wurde von Jürgen Kuczynski herausgearbeitet und diente ihm als Basis für seine ökonomischen und sozialen Untersuchungen.

## Definition
Der Begriff „relativer Arbeitslohn“ wurde bereits von Karl Marx im Jahre 1849 behandelt:
Der reelle Arbeitslohn drückt den Preis der Arbeit im Verhältnis zum Preise der übrigen Waren aus, der relative Arbeitslohn dagegen den Anteil der unmittelbaren Arbeit an dem von ihr neu erzeugten Wert im Verhältnis des Anteils davon, der der aufgehäuften Arbeit, dem Kapital, zufällt.
Danach ist Marx auf die Idee der relativen Löhne nicht wieder zurückgekommen.
Der Begriff vom Relativlohn nach Kuczynski ist beschrieben worden als
der „Ausdruck, der den Lohn der Arbeiter bzw. die Höhe des variablen Kapitals in Relation zur Masse des Mehrwertes der Kapitalisten setzt“. 
Der Relativlohnindex wird berechnet als das Verhältnis zwischen den Einkommen der Arbeiter und Angestellten und den Einkommen aller anderen Schichten. Da der Anteil der Kapitalbesitzer den Hauptanteil am Einkommen der nicht abhängig Beschäftigten bildet, ist es mit dem Relativlohnindex möglich, die Proportion der Anteile der beiden Grundklassen am neugeschaffenen gesellschaftlichen Reichtum im Kapitalismus festzustellen. Anhand der zeitlichen Entwicklung kann eine mittel- und langfristige Veränderung dieser Proportion aufgezeigt werden.
Der Relativlohn sollte – ausgehend vom Bruttorealtariflohn – ein Instrument zur Einschätzung der materiellen Lage der arbeitenden Klassen sein. Berücksichtigt wurden die Nettoreallöhne für beschäftigte Arbeiter, wobei die Zahl der Arbeitslosen und die Entwicklung ihrer Einkommen bei der Berechnung der Reallöhne mit berücksichtigt wurden. Mit Hilfe des Relativlohnes sollte feststellbar sein, wie der Anteil der Arbeitnehmer und der Unternehmer am neu geschaffenen gesellschaftlichen Reichtum aufgeteilt war. Mit dem Relativlohnindex sollte darüber Auskunft gegeben werden, wie sich diese Proportionen mittel- und langfristig verändern.

## Chronik
Im Unterschied zum Reallohn sollte der Relativlohn nach Kuczynski das Instrument der Marxschen Theorie der Verelendung im Kapitalismus weiterentwickeln. Wissenschaftliche Vorbereitungen zum Relativlohn können bereits in Kuczynskis Arbeiten ab 1926, während seiner Tätigkeit bei der American Federation of Labour (AFL) ausgemacht werden. Darin entwickelte er den Begriff des Reallohnes weiter, um genauere Aussagen über die Lage der Arbeiter zu treffen. Die Gewerkschaft AFL, die keinerlei marxistischen Grundlagen für ihre Arbeit beanspruchte, suchte dennoch nach einem wissenschaftlichen Instrument, mit dem sich Argumente für eine stärkere Beteiligung der Arbeiter an der damaligen Konjunktur (Roaring Twenties) begründen ließen. Zudem waren die verfügbaren statistischen Grundlagen der US-Wirtschaft für eine solche Berechnung zur damaligen Zeit gut geeignet.
Die Berechnungsmethoden wurden von Kuczynski erstmals ausführlich in dem 1939 in London erschienenen Buch The Condition of the Worker in Great Britain, Germany and the Soviet Union 1932-1938 veröffentlicht.
Der Relativlohn wurde im Osten zum Instrumentarium der Ermittlung der Lage der Arbeiter mittels statistischer Daten. Er hatte in den Analysen der ostdeutschen Ökonomen und in den wirtschaftswissenschaftlichen Nachschlagewerken der DDR seinen festen Platz. Ein führendes Wirtschaftslexikon der Bundesrepublik von 1990 – Gablers Volkswirtschaftslexikon – benennt den Begriff Relativlohn dagegen nicht.

## Vergleich der Begriffe Reallohn und Relativlohn
Der Begriff Reallohn stellte die Berechnung der Kaufkraft der Arbeitnehmer unter Berücksichtigung des Geldwertes und anderer Veränderungen des Marktes dar und war in den 1920er-Jahren eine aufgrund der Inflation notwendige Maßgröße in Arbeitskämpfen geworden.
Mit Hilfe anfänglicher Differenzierungen, wie der Einarbeitung von Arbeitszeitsteigerungen, Entwicklung der Bruttotariflöhne und Berücksichtigung der Arbeitslosenzahlen versuchte Kuczynski ein genaueres Bild über die Situation der Arbeitnehmer zu erhalten, als es mit dem einfacheren Begriff vom Reallohn möglich war. Der Relativlohn sollte insofern eine Weiterentwicklung gegenüber dem Reallohn darstellen, als er faktisch den an den Arbeiter ausgezahlten Anteil am Wert einer von ihm produzierten Ware ins Verhältnis der Einkommen der Besitzer der Produktionsmittel setzt. Er zeigte also den Widerspruch zwischen Entlohnung und geschaffenem Mehrwert auf. Das Instrument des Relativlohns sollte den marxistischen Wirtschaftswissenschaftlern erstmals ermöglichen, die Quantität der von ihnen postulierten Ausbeutung unter kapitalistischen Produktionsbedingungen langfristig darzustellen und die These zu untermauern, dass die Entwicklung grundsätzlich zu Ungunsten der Arbeiter verlaufe.

## Probleme und Anwendung
Das Hauptproblem der Berechnung war und ist die Ausrichtung der verfügbaren Quellen. Die Auswertung von Wirtschaftsdaten, Lohnangaben von Unternehmen usw. bereitet Schwierigkeiten, da sie aus grundlegend anderen Interessen als denen der Anwender des Relativlohnes erstellt werden.
Für die Zeit des Ost-West-Konflikts ist ein starker Unterschied in der Rezeption von Kuczynskis Untersuchungen auszumachen: Während in der DDR und anderen Ländern der sowjetischen Einflusszone der Relativlohn ein oft gebrauchtes Instrument in der wirtschaftswissenschaftlichen Arbeit war, fand er in der Bundesrepublik und den westlich beeinflussten Staaten praktisch keine Anwendung. Dort wurde die Lohnquote als ein ähnliches Instrument etabliert, aber außerhalb von Untersuchungen der Gewerkschaften und anderer Vertreter der Arbeiterschaft faktisch nicht angewandt.
Mit Hilfe des Relativlohns konnte eine allgemeine widersprüchliche Entwicklung von Mehrwert- und Lohnentwicklung nachgewiesen werden; er wurde daher auch als ein Instrument der wissenschaftlichen Propaganda und Agitation gegen die Interessen des Kapitals verstanden.
Kuczynski zeigte mit Hilfe des Relativlohns, dass die Behauptung der Verbesserung der wirtschaftlichen Lage der Arbeiter in der Zeit des Nationalsozialismus in Deutschland nicht zutrifft, sondern eine Verschlechterung stattfand. In jüngerer Zeit griff der Historiker Götz Aly die These neu auf, dass sich die Lage der Arbeiter in Deutschland zwischen 1933 und 1939 verbessert habe; er wurde darin aber von anderen Wirtschaftshistorikern nicht bestätigt.
Auch Arno Peters beschäftigte sich mit dem Konzept der Äquivalenzökonomie als Wirtschaftssystem und Alternative zur Marktwirtschaft.